# Меній-Кленшам
Мені́й-Кленша́м (фр. Mesnil-Clinchamps) — колишній муніципалітет у Франції, у регіоні Нормандія, департамент Кальвадос. Населення — 979 осіб (2011).
Муніципалітет був розташований на відстані близько 250 км на захід від Парижа, 60 км на південний захід від Кана.

## Історія
До 2015 року муніципалітет перебував у складі регіону Нижня Нормандія. Від 1 січня 2016 року належав до нового об'єднаного регіону Нормандія.
1 січня 2017 року Меній-Кленшам, Шам-дю-Бу, Курсон, Фонтенермон, Ле-Гаст, Ле-Меній-Бенуа, Ле-Меній-Коссуа, Сен-Манв'є-Бокаж, Сен-Севе-Кальвадо i Сет-Фрер було об'єднано в новий муніципалітет Ну-де-Сьєнн.

## Демографія
Динаміка населення (INSEE ):
Розподіл населення за віком та статтю (2006):
| Стать | Всього | До 15 років | 15-24 | 25-44 | 45-64 | 65-85 | Понад 85 |
| --- | ------ | ----------- | ----- | ----- | ----- | ----- | -------- |
| Чоловіки | 461    | 113         | 46    | 132   | 111   | 51    | 8        |
| Жінки | 476    | 121         | 24    | 136   | 136   | 51    | 8        |
| \| Статево-вікова піраміда \| Статево-вікова піраміда \| Статево-вікова піраміда \| \| ----------------------- \| ----------------------- \| ----------------------- \| \| Чоловіки \| Вік \| Жінки \| \| 8 \| 85 + \| 8 \| \| 4 \| 80-84 \| 8 \| \| 8 \| 75-79 \| 16 \| \| 16 \| 70-74 \| 19 \| \| 23 \| 65-69 \| 8 \| \| 23 \| 60-64 \| 31 \| \| 19 \| 55-59 \| 31 \| \| 50 \| 50-54 \| 43 \| \| 19 \| 45-49 \| 31 \| \| 43 \| 40-44 \| 39 \| \| 39 \| 35-39 \| 39 \| \| 27 \| 30-34 \| 27 \| \| 23 \| 25-29 \| 31 \| \| 19 \| 20-24 \| 8 \| \| 27 \| 15-20 \| 16 \| \| 47 \| 10-14 \| 43 \| \| 35 \| 5-9 \| 47 \| \| 31 \| 0-4 \| 31 \| |        |             |       |       |       |       |          |
| Статево-вікова піраміда |        |             |       |       |       |       |          |
| Чоловіки | Вік    | Жінки       |       |       |       |       |          |
| 8 | 85 +   | 8           |       |       |       |       |          |
| 4 | 80-84  | 8           |       |       |       |       |          |
| 8 | 75-79  | 16          |       |       |       |       |          |
| 16 | 70-74  | 19          |       |       |       |       |          |
| 23 | 65-69  | 8           |       |       |       |       |          |
| 23 | 60-64  | 31          |       |       |       |       |          |
| 19 | 55-59  | 31          |       |       |       |       |          |
| 50 | 50-54  | 43          |       |       |       |       |          |
| 19 | 45-49  | 31          |       |       |       |       |          |
| 43 | 40-44  | 39          |       |       |       |       |          |
| 39 | 35-39  | 39          |       |       |       |       |          |
| 27 | 30-34  | 27          |       |       |       |       |          |
| 23 | 25-29  | 31          |       |       |       |       |          |
| 19 | 20-24  | 8           |       |       |       |       |          |
| 27 | 15-20  | 16          |       |       |       |       |          |
| 47 | 10-14  | 43          |       |       |       |       |          |
| 35 | 5-9    | 47          |       |       |       |       |          |
| 31 | 0-4    | 31          |       |       |       |       |          |

## Економіка
2010 року серед 621 особи працездатного віку (15—64 років) 478 були активними, 143 — неактивними (показник активності 77,0%, у 1999 році було 73,8%). З 478 активних мешканців працювало 459 осіб (247 чоловіків та 212 жінок), безробітними було 19 (7 чоловіків та 12 жінок). Серед 143 неактивних 51 особа була учнем чи студентом, 56 — пенсіонерами, 36 були неактивними з інших причин.

У 2010 році в муніципалітеті числилось 385 оподаткованих домогосподарств, у яких проживали 1026,0 особи, медіана доходів виносила 17 516,5 євро на одного особоспоживача